# 下谷神社
下谷神社（したやじんじゃ）は、東京都台東区東上野三丁目にある神社。大年神と日本武尊を祭っている。

## 概要

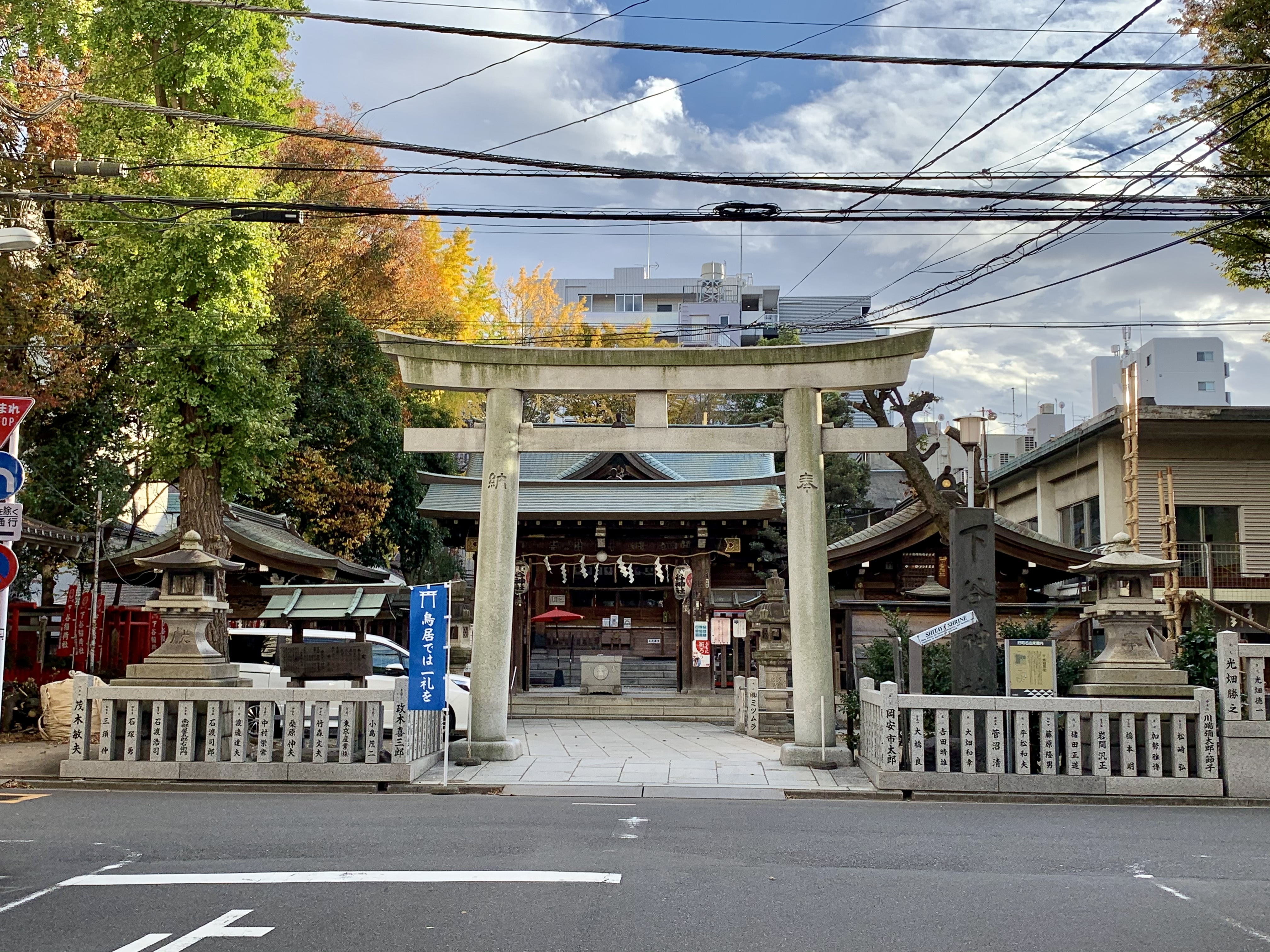
鳥居

古くは下谷稲荷社、下谷稲荷明神社と呼ばれた都内最古の稲荷神社。東京メトロ銀座線の稲荷町駅に名を残す旧町名の稲荷町は、この神社の旧称が由来の町名である。例大祭で近隣町内を渡御する本社神輿は台輪幅4尺1寸の千貫神輿といわれ、大きな威容を誇る。
社殿の天井画は横山大観の作。また、1798年に初代・三笑亭可楽によって当社境内で初めて寄席が開かれた。このため、本神社には「寄席発祥の地」の石碑がある。
夏になるとドライミストで神社に集まる人々が涼んでいる。
「水」と「芸能」のパワースポットと云われる。
宮司の阿部明徳は、東日本大震災で被災した神社等の仮社殿、鳥居、神輿、縁日などの復旧支援活動を、他の神社関係者と共に行っている。

## 歴史
当初は現在の上野公園にあたる地に鎮座していた。730年（天平2年）、峡田の稲置らが建立したとも、行基が伏見稲荷大社を勧請したとも伝えられる。939年（天慶2年）、平将門による天慶の乱追討祈願のため、藤原秀郷が社殿を新造したという。寛永年間、境内が寛永寺山内となるにあたり、1627年（寛永4年）別当寺正法院と共に下谷屏風坂下に移転したが、126坪余と手狭だったため、1680年（延宝8年）下谷広徳寺前にあった谷中天眼寺先住少林庵抱地525坪余と土地を交換した。1703年（元禄16年）旧地も正法院抱地になった。
1868年（明治元年）神仏分離令により正法院を分離した。翌年周囲の町名が当社に因み下谷稲荷町となる。1872年（明治5年）下谷神社と改称、翌年下谷地域の郷社と定められた。関東大震災で社殿を焼失、1928年（昭和3年）現在地に移転。1934年（昭和9年）現在の社殿が完成した。東京大空襲では被害を受けなかった。

## 氏子地域

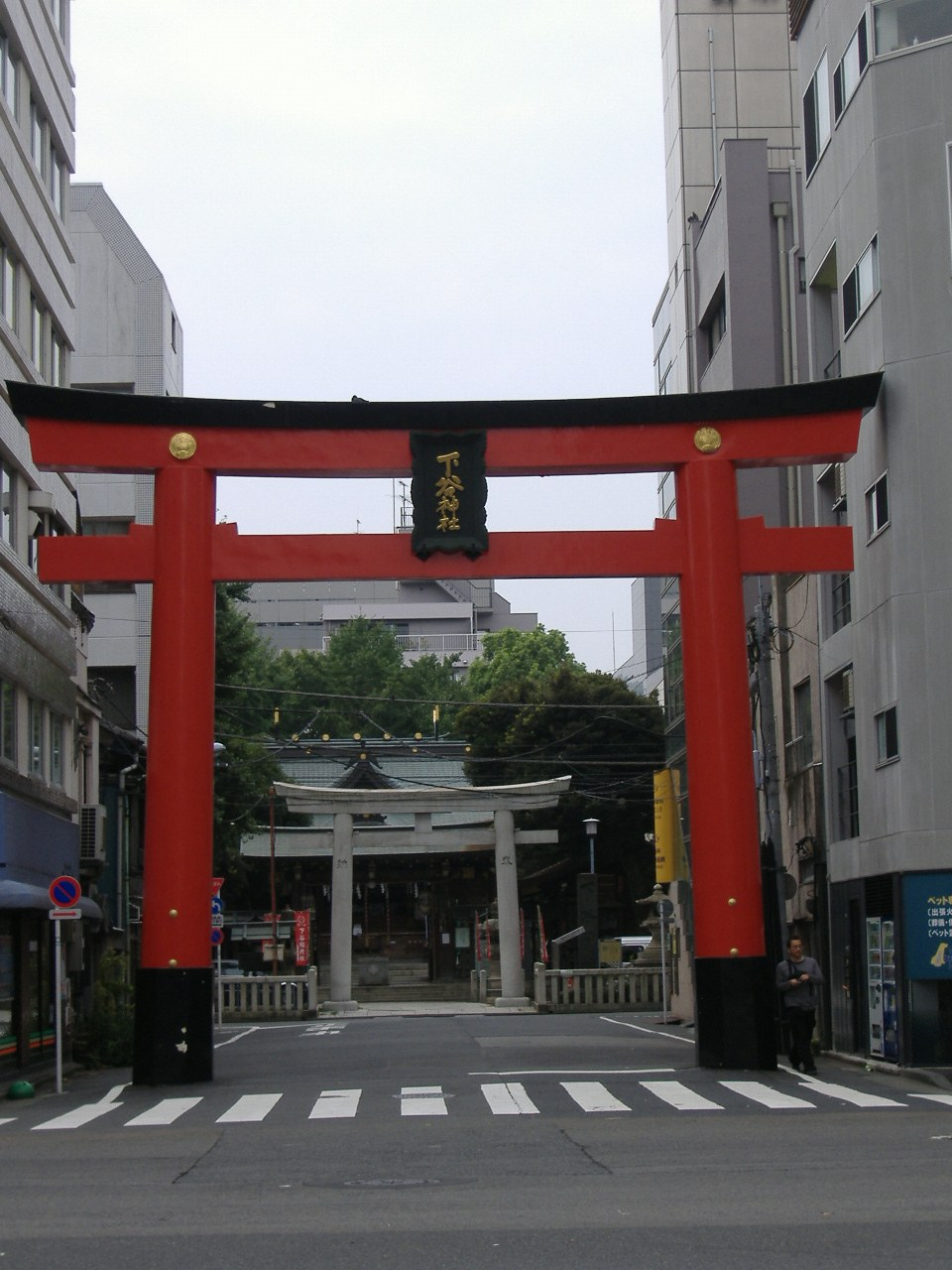
浅草通りに面した大鳥居

台東区東上野
台東区上野五・六丁目全域、七丁目2～12
台東区台東一丁目7～12･27～31、二丁目7～10･18～32、三･四丁目全域
千代田区神田須田町二丁目
台東区元浅草二丁目7・10・11